# Các đội tuyển bóng đá quốc gia Việt Nam năm 2010
Lịch và kết quả thi đấu của một số đội tuyển bóng đá quốc gia Việt Nam các cấp trong năm 2010.

## Nam

### Đội tuyển quốc gia

#### Lịch và kết quả thi đấu
| Ngày                                                                         | Địa điểm              | Đối thủ             | Tỉ số | Giải đấu                       | Cầu thủ ghi bàn | Chi tiết |
| ---------------------------------------------------------------------------- | --------------------- | ------------------- | ----- | ------------------------------ | --- | -------- |
| 06 tháng 01                                                                  | Beirut, Liban         | Liban               | 1–1   | Vòng loại Asian Cup 2011       | Phạm Thành Lương 40' | [ 1 ]    |
| 17 tháng 01                                                                  | Hà Nội, Việt Nam      | Trung Quốc          | 1–2   | Vòng loại Asian Cup 2011       | Lê Công Vinh 72' (pen)                                                                                                  | [ 2 ]    |
| Việt Nam đứng thứ 3 Bảng D và dừng chân ở vòng loại Cúp bóng đá châu Á 2011. |                       |                     |       |                                | |          |
| 12 tháng 05                                                                  | Hà Nội, Việt Nam      | Eintracht Frankfurt | 0–2   | Giao hữu                       | | [ 3 ]    |
| 20 tháng 09                                                                  | Hà Nội, Việt Nam      | U23.Kuwait          | 3–0   | Cúp 1000 năm Thăng Long-Hà Nội | Nguyễn Việt Thắng 44' (pen) · Nguyễn Minh Phương 67' · Nguyễn Trọng Hoàng 85'                                           | [ 4 ]    |
| 22 tháng 09                                                                  | Hà Nội, Việt Nam      | U23.Úc              | 0–2   | Cúp 1000 năm Thăng Long-Hà Nội | | [ 5 ]    |
| 24 tháng 09                                                                  | Hà Nội, Việt Nam      | CHDCND Triều Tiên   | 0–0   | Cúp 1000 năm Thăng Long-Hà Nội | | [ 6 ]    |
| Việt Nam đạt ngôi á quân ở Cúp 1000 năm Thăng Long-Hà Nội.                   |                       |                     |       |                                | |          |
| 08 tháng 10                                                                  | Pune, Ấn Độ           | Ấn Độ               | 1–3   | Giao hữu                       | Vũ Như Thành 62' (pen)                                                                                                  | [ 7 ]    |
| 12 tháng 10                                                                  | TP.Kuwait, Kuwait     | Kuwait              | 1–3   | Giao hữu                       | Phan Văn Tài Em 57' | [ 8 ]    |
| 2 tháng 11                                                                   | Hà Nội, Việt Nam      | U23.Hàn Quốc        | 0–2   | VFF Cup 2010                   | | [ 9 ]    |
| 4 tháng 11                                                                   | Hà Nội, Việt Nam      | Singapore           | 1–1   | VFF Cup 2010                   | Phan Văn Tài Em 76' | [ 10 ]   |
| 6 tháng 11                                                                   | Hà Nội, Việt Nam      | CHDCND Triều Tiên   | 0–2   | VFF Cup 2010                   | | [ 11 ]   |
| Việt Nam xếp thứ tư tại giải VFF Cup 2010.                                   |                       |                     |       |                                | |          |
| 13 tháng 11                                                                  | Hải Phòng, Việt Nam   | Vicem Hải Phòng     | 2–2   | Giao hữu                       | Vũ Như Thành 30' (pen) · Trần Duy Quang 90'                                                                             | [ 12 ]   |
| 23 tháng 11                                                                  | Vinh, Việt Nam        | Sông Lam Nghệ An    | 1–1   | Giao hữu                       | Đinh Thành Trung 52' | [ 13 ]   |
| 2 tháng 12                                                                   | Hà Nội, Việt Nam      | Myanmar             | 7–1   | AFF Suzuki Cup 2010            | Nguyễn Anh Đức 12', 66' · Nguyễn Minh Phương 31' · Lê Tấn Tài 52' · Nguyễn Trọng Hoàng 75', 83' · Nguyễn Vũ Phong 90+3' | [ 14 ]   |
| 5 tháng 12                                                                   | Hà Nội, Việt Nam      | Philippines         | 0–2   | AFF Suzuki Cup 2010            | | [ 15 ]   |
| 8 tháng 12                                                                   | Hà Nội, Việt Nam      | Singapore           | 1–0   | AFF Suzuki Cup 2010            | Nguyễn Vũ Phong 32' | [ 16 ]   |
| 15 tháng 12                                                                  | Kuala Lumpur,Malaysia | Malaysia            | 0–2   | AFF Suzuki Cup 2010            | | [ 17 ]   |
| 18 tháng 12                                                                  | Hà Nội, Việt Nam      | Malaysia            | 0–0   | AFF Suzuki Cup 2010            | | [ 18 ]   |
| Việt Nam dừng chân ở bán kết AFF Suzuki Cup 2010.                            |                       |                     |       |                                | |          |

#### Cầu thủ được sử dụng từng trận
|                    | 06/01 | 17/01 | 12/05 | 20/09 | 22/09 | 24/09 | 08/10 | 12/10 | 02/11 | 04/11  | 06/11  | 02/12  | 05/12  | 08/12  | 15/12  | 18/12  | Tổng cộng |
| ------------------ | ----- | ----- | ----- | ----- | ----- | ----- | ----- | ----- | ----- | ------ | ------ | ------ | ------ | ------ | ------ | ------ | --------- |
| Thủ môn            |       |       |       |       |       |       |       |       |       |        |        |        |        |        |        |        |           |
| Dương Hồng Sơn     | –     | –     |       |       |       |       |       | –     |       |        |        |        |        | –      | –      |        | 11        |
| Trần Đức Cường     |       | –     | –     | –     | –     | –     | –     | –     | –     | –      | –      | –      | –      | –      | –      | –      | 1         |
| Bùi Quang Huy      | –     |       | –     | –     | –     | –     | –     | –     | –     | –      | –      | –      | –      | –      | –      | –      | 1         |
| Bùi Tấn Trường     | –     | –     |       | –     | –     | –     | –     | –     | –     | –      | –      | –      | –      |        |        | –      | 3         |
| Nguyễn Mạnh Dũng   | –     | –     | –     | –     | –     | –     | –     |       | –     | –      | –      | –      | –      | –      | –      | –      | 1         |
| Hậu vệ             |       |       |       |       |       |       |       |       |       |        |        |        |        |        |        |        |           |
| Vũ Như Thành       |       |       |       |       |       |       |       | –     |       |        |        |        |        |        |        |        | 15        |
| Lê Phước Tứ        |       |       | –     |       |       | –     |       |       |       |        |        | –      |        |        |        |        | 13        |
| Đoàn Việt Cường    | –     |       |       |       | –     |       | –     | –     |       |        |        |        | –      |        | –      |        | 10        |
| Trần Chí Công      | –     | –     | –     | –     | –     |       | –     | –     | –     | –      | –      | –      | –      | –      | –      | –      | 1         |
| Nguyễn Huy Hoàng   | –     | –     | –     |       | –     |       | –     | –     |       |        |        |        | –      | –      |        | –      | 7         |
| Trương Đình Luật   |       |       |       | –     |       | –     | –     |       | –     | –      | –      | –      | –      |        | –      | –      | 6         |
| Trần Đình Đồng     |       |       |       | –     | –     | –     | –     | –     | –     | –      | –      | –      |        |        |        |        | 7         |
| Nguyễn Minh Đức    | –     | –     |       | –     | –     | –     | –     | –     | –     | –      | –      | –      | –      | –      | –      | –      | 1         |
| Nguyễn Hồng Tiến   | –     | –     |       | –     | –     | –     | –     | –     | –     | –      | –      | –      | –      | –      | –      | –      | 1         |
| Huỳnh Quang Thanh  | –     | –     | –     |       |       |       |       |       | –     |        |        |        |        |        | –      | –      | 10        |
| Đào Văn Phong      | –     | –     | –     | –     |       |       |       |       |       |        | –      | –      | –      | –      | –      | –      | 6         |
| Lê Văn Trương      | –     | –     | –     | –     | –     | –     |       |       | –     | –      |        | –      | –      | –      | –      | –      | 3         |
| Tiền vệ            |       |       |       |       |       |       |       |       |       |        |        |        |        |        |        |        |           |
| Phạm Thành Lương   |       |       |       |       |       |       |       |       |       |        | –      |        |        |        |        |        | 15        |
| Nguyễn Trọng Hoàng |       |       |       |       |       |       |       |       |       |        | –      |        |        |        | –      |        | 14        |
| Lê Tấn Tài         |       | –     |       |       |       |       | –     | –     |       |        |        |        |        | –      |        |        | 12        |
| Nguyễn Minh Phương |       |       | –     |       |       |       |       |       |       |        |        |        |        |        |        |        | 15        |
| Trần Duy Quang     |       | –     |       | –     | –     | –     |       | –     |       | –      | –      | –      | –      | –      | –      | –      | 4         |
| Phan Thanh Hưng    |       |       | –     | –     | –     | –     | –     | –     | –     | –      | –      | –      | –      | –      |        | –      | 3         |
| Nguyễn Vũ Phong    |       | –     | –     |       |       |       |       |       |       |        |        |        |        |        |        |        | 14        |
| Nguyễn Minh Châu   | –     |       | –     |       |       |       | –     | –     |       | –      |        |        | –      |        |        | –      | 9         |
| Cao Sỹ Cường       | –     | –     |       | –     | –     | –     | –     | –     | –     | –      | –      | –      | –      | –      | –      | –      | 1         |
| Lương Văn Được Em  | –     | –     |       | –     | –     | –     | –     | –     | –     | –      | –      | –      | –      | –      | –      | –      | 1         |
| Phan Văn Tài Em    | –     | –     | –     |       |       |       |       |       | –     |        |        |        |        |        | –      |        | 11        |
| Đinh Thành Trung   | –     | –     | –     | –     | –     | –     | –     | –     | –     | –      | –      |        | –      | –      | –      | –      | 1         |
| Tiền đạo           |       |       |       |       |       |       |       |       |       |        |        |        |        |        |        |        |           |
| Nguyễn Việt Thắng  |       |       |       |       |       |       |       |       |       |        | –      | –      | –      | –      |        |        | 12        |
| Lê Công Vinh       | –     |       | –     | –     | –     | –     | –     | –     | –     | –      | –      | –      | –      | –      | –      | –      | 1         |
| Nguyễn Quang Hải   | –     | –     |       |       |       |       |       | –     |       |        |        | –      |        | –      |        |        | 11        |
| Nguyễn Xuân Thành  | –     | –     | –     | –     |       | –     | –     |       | –     | –      | –      | –      | –      | –      | –      | –      | 2         |
| Lê Sỹ Mạnh         | –     | –     |       |       | –     | –     |       |       | –     |        |        | –      |        | –      | –      | –      | 7         |
| Nguyễn Anh Đức     | –     | –     | –     | –     | –     | –     | –     | –     | –     | –      | –      |        |        |        |        |        | 5         |
| Nguồn              |       |       |       |       |       |       |       |       |       |        |        |        |        |        |        |        |           |
|                    | [ 1 ] | [ 2 ] | [ 3 ] | [ 4 ] | [ 5 ] | [ 6 ] | [ 7 ] | [ 8 ] | [ 9 ] | [ 10 ] | [ 11 ] | [ 14 ] | [ 15 ] | [ 16 ] | [ 17 ] | [ 18 ] |           |

### Đội tuyển U-23 & Olympic
| Ngày                                                                                          | Địa điểm                        | Đối thủ                | Tỉ số | Giải đấu                       | Cầu thủ ghi bàn                                                    | Chi tiết |
| --------------------------------------------------------------------------------------------- | ------------------------------- | ---------------------- | ----- | ------------------------------ | ------------------------------------------------------------------ | -------- |
| 18 tháng 09                                                                                   | Thành phố Hồ Chí Minh, Việt Nam | Campuchia              | 2–0   | Giao hữu                       | Lê Văn Thắng 50' · Từ Hữu Phước 60'                                | [ 19 ]   |
| 21 tháng 09                                                                                   | Thành phố Hồ Chí Minh, Việt Nam | Campuchia              | 3–0   | Giao hữu                       | Hoàng Danh Ngọc 33' · Hoàng Văn Bình 38' · Lê Văn Thắng 62'        |          |
| 28 tháng 09                                                                                   | Thành phố Hồ Chí Minh, Việt Nam | Olympic Malaysia       | 2–1   | Cúp 1000 năm Thăng Long-Hà Nội | Nguyễn Anh Đức 19', 25'                                            | [ 20 ]   |
| 30 tháng 09                                                                                   | Thành phố Hồ Chí Minh, Việt Nam | Olympic Singapore      | 0–0   | Cúp 1000 năm Thăng Long-Hà Nội |                                                                    | [ 21 ]   |
| 02 tháng 10                                                                                   | Thành phố Hồ Chí Minh, Việt Nam | Olympic Iran           | 2–0   | Cúp 1000 năm Thăng Long-Hà Nội | Nguyễn Anh Đức 45' · Hoàng Đình Tùng 80'                           | [ 22 ]   |
| Olympic Việt Nam vô địch Giải bóng đá kỷ niệm 1000 năm Thăng Long - Hà Nội-Cúp Eximbank 2010. |                                 |                        |       |                                |                                                                    |          |
| 16 tháng 10                                                                                   | Bhubaneswar, Ấn Độ              | Olympic Ấn Độ          | 3–1   | Giao hữu                       | Nguyễn Ngọc Điểu 37', 56' · Nguyễn Anh Đức 78'                     | [ 23 ]   |
| 8 tháng 11                                                                                    | Quảng Châu, Trung Quốc          | Olympic Bahrain        | 3–1   | Asiad 16                       | Đinh Thành Trung 32' · Nguyễn Trọng Hoàng 71' · Nguyễn Anh Đức 88' | [ 24 ]   |
| 10 tháng 11                                                                                   | Quảng Châu, Trung Quốc          | Olympic Turkmenistan   | 2–6   | Asiad 16                       | Nguyễn Trọng Hoàng 85' · Nguyễn Anh Đức 87'                        | [ 25 ]   |
| 13 tháng 11                                                                                   | Quảng Châu, Trung Quốc          | Olympic Iran           | 0–1   | Asiad 16                       |                                                                    | [ 26 ]   |
| 16 tháng 11                                                                                   | Quảng Châu, Trung Quốc          | Olympic Bắc Triều Tiên | 0–2   | Asiad 16                       |                                                                    | [ 27 ]   |
| Olympic Việt Nam dừng chân ở vòng 1/8 Asiad 16.                                               |                                 |                        |       |                                |                                                                    |          |

### Đội tuyển U-21
| Ngày                                                                    | Địa điểm                        | Đối thủ      | Tỉ số | Giải đấu                                     | Cầu thủ ghi bàn                                                                                        | Chi tiết |
| ----------------------------------------------------------------------- | ------------------------------- | ------------ | ----- | -------------------------------------------- | --- | -------- |
| 23 tháng 10                                                             | Thành phố Hồ Chí Minh, Việt Nam | U21.Myanma   | 5–1   | Giải bóng đá U21 Quốc tế báo Thanh niên 2010 | Nguyễn Thế Hưng 9' · Phạm Hữu Phát 67' (pen) · Nguyễn Trọng Phi 69' · Lê Đức Tài 77' · Lê Văn Công 90' | [ 28 ]   |
| 27 tháng 10                                                             | Thành phố Hồ Chí Minh, Việt Nam | U21.Thái Lan | 3–1   | Giải bóng đá U21 Quốc tế báo Thanh niên 2010 | Bùi Xuân Hiếu 35' · Phan Duy Lam 46' · Nguyễn Đức Nhân 65'                                             | [ 29 ]   |
| 29 tháng 10                                                             | Thành phố Hồ Chí Minh, Việt Nam | U19.Việt Nam | 1–3   | Giải bóng đá U21 Quốc tế báo Thanh niên 2010 | Phạm Hữu Phát 58' (pen)                                                                                | [ 30 ]   |
| 31 tháng 10                                                             | Thành phố Hồ Chí Minh, Việt Nam | U21.Malaysia | 1–0   | Giải bóng đá U21 Quốc tế báo Thanh niên 2010 | Hoàng Nhật Nam 82'                                                                                     | [ 31 ]   |
| U21.Việt Nam đạt hạng 3 ở Giải bóng đá U21 Quốc tế báo Thanh niên 2010. |                                 |              |       |                                              | |          |

### Đội tuyển U-19
| Ngày                                                                               | Địa điểm                        | Đối thủ         | Tỉ số        | Giải đấu                                     | Cầu thủ ghi bàn                                         | Chi tiết |
| ---------------------------------------------------------------------------------- | ------------------------------- | --------------- | ------------ | -------------------------------------------- | ------------------------------------------------------- | -------- |
| 24 tháng 07                                                                        | Thành phố Hồ Chí Minh, Việt Nam | U19.Thái Lan    | 1–1          | U19 Đông Nam Á 2010                          | Nguyễn Văn Thạnh 80'                                    | [ 32 ]   |
| 26 tháng 07                                                                        | Thành phố Hồ Chí Minh, Việt Nam | U19.Hàn Quốc    | 1–1          | U19 Đông Nam Á 2010                          | Nguyễn Văn Thạnh 90+2'                                  | [ 33 ]   |
| 28 tháng 07                                                                        | Thành phố Hồ Chí Minh, Việt Nam | U19.Úc          | 1–4          | U19 Đông Nam Á 2010                          | Nguyễn Văn Thạnh 56'                                    | [ 34 ]   |
| 30 tháng 07                                                                        | Thành phố Hồ Chí Minh, Việt Nam | U19.Hàn Quốc    | 1–1 6-7(11m) | U19 Đông Nam Á 2010                          | Ngô Hoàng Thịnh 51'                                     | [ 35 ]   |
| U19.Việt Nam không đạt huy chương tại Giải vô địch bóng đá U19 Đông Nam Á 2010.    |                                 |                 |              |                                              |                                                         |          |
| 16 tháng 09                                                                        | Riyadh, Ả Rập Xê Út             | U19.Ả Rập Xê Út | 0–1          | Giao hữu                                     |                                                         | [ 36 ]   |
| 18 tháng 09                                                                        | Riyadh, Ả Rập Xê Út             | U19.Ả Rập Xê Út | 0–7          | Giao hữu                                     |                                                         | [ 37 ]   |
| 04 tháng 10                                                                        | Truy Bác, Trung Quốc            | U19.Jordan      | 2–1          | U19 châu Á 2010                              | Lê Quốc Phương 55' · Abedalaziz Iisraiwa 72' (lưới nhà) | [ 38 ]   |
| 06 tháng 10                                                                        | Truy Bác, Trung Quốc            | U19.Nhật Bản    | 0–4          | U19 châu Á 2010                              |                                                         | [ 39 ]   |
| 08 tháng 10                                                                        | Truy Bác, Trung Quốc            | U19.UAE         | 0–4          | U19 châu Á 2010                              |                                                         | [ 40 ]   |
| U19.Việt Nam đứng thứ ba bảng C và dừng chân ở vòng bảng tại giải U19 châu Á 2010. |                                 |                 |              |                                              |                                                         |          |
| 25 tháng 10                                                                        | Thành phố Hồ Chí Minh, Việt Nam | U21.Singapore   | 2–1          | Giải bóng đá U21 Quốc tế báo Thanh niên 2010 | Lê Quốc Phương 85' · Nguyễn Văn Thạnh 87'               | [ 41 ]   |
| 27 tháng 10                                                                        | Thành phố Hồ Chí Minh, Việt Nam | U21.Malaysia    | 0–1          | Giải bóng đá U21 Quốc tế báo Thanh niên 2010 |                                                         | [ 42 ]   |
| 29 tháng 10                                                                        | Thành phố Hồ Chí Minh, Việt Nam | U21.Việt Nam    | 3–1          | Giải bóng đá U21 Quốc tế báo Thanh niên 2010 | Lê Quốc Phương 7' · Nguyễn Văn Quyết 65', 75'           | [ 30 ]   |
| 31 tháng 10                                                                        | Thành phố Hồ Chí Minh, Việt Nam | U21.Thái Lan    | 2–1          | Giải bóng đá U21 Quốc tế báo Thanh niên 2010 | Nguyễn Hải Huy 5' · Nguyễn Văn Thạnh 80'                | [ 43 ]   |
| U19 Việt Nam vô địch Giải bóng đá U21 Quốc tế báo Thanh niên 2010.                 |                                 |                 |              |                                              |                                                         |          |

### Đội tuyển U-16
| Ngày                                                                                           | Địa điểm             | Đối thủ        | Tỉ số | Giải đấu            | Cầu thủ ghi bàn                                      | Chi tiết |
| ---------------------------------------------------------------------------------------------- | -------------------- | -------------- | ----- | ------------------- | ---------------------------------------------------- | -------- |
| 20 tháng 09                                                                                    | Surakarta, Indonesia | U16.Trung Quốc | 1–0   | U16 Đông Nam Á 2010 | Đặng Anh Tuấn 83'                                    | [ 44 ]   |
| 22 tháng 09                                                                                    | Surakarta, Indonesia | U16.Indonesia  | 1–0   | U16 Đông Nam Á 2010 | Nguyễn Đỏ 6'                                         | [ 45 ]   |
| 24 tháng 09                                                                                    | Surakarta, Indonesia | U16.Đông Timor | 1–2   | U16 Đông Nam Á 2010 | Hồ Ngọc Thắng 57'                                    | [ 46 ]   |
| 26 tháng 09                                                                                    | Surakarta, Indonesia | U16.Trung Quốc | 1–0   | U16 Đông Nam Á 2010 | Nguyễn Xuân Nam 45'                                  | [ 47 ]   |
| U16.Việt Nam vô địch Giải vô địch bóng đá U16 Đông Nam Á 2010.                                 |                      |                |       |                     |                                                      |          |
| 25 tháng 10                                                                                    | Tashkent, Uzbekistan | U16.Nhật Bản   | 0–6   | U16 châu Á 2010     |                                                      | [ 48 ]   |
| 27 tháng 10                                                                                    | Tashkent, Uzbekistan | U16.Úc         | 1–3   | U16 châu Á 2010     | Nguyễn Xuân Nam 49'                                  | [ 49 ]   |
| 29 tháng 10                                                                                    | Tashkent, Uzbekistan | U16.Đông Timor | 3–1   | U16 châu Á 2010     | Nguyễn Văn Núi 3' · Nguyễn Viết Thắng 50' (pen), 65' | [ 50 ]   |
| U16.Việt Nam đứng thứ 3 Bảng C và dừng chân ở vòng bảng Giải vô địch bóng đá U-16 châu Á 2010. |                      |                |       |                     |                                                      |          |

### Đội tuyển Futsal
| Ngày                                                                      | Địa điểm                        | Đối thủ                     | Tỉ số                  | Giải đấu                     | Cầu thủ ghi bàn | Chi tiết |
| ------------------------------------------------------------------------- | ------------------------------- | --------------------------- | ---------------------- | ---------------------------- | --- | -------- |
| 20 tháng 2                                                                | Jakarta, Indonesia              | Campuchia                   | 12 - 2                 | Vòng loại Futsal châu Á 2010 | Trần Quang Duy 9', 39' · Nguyễn Bảo Quân 11', 33' · Nguyễn Quốc Bảo 11', 30' · Nguyễn Hoàng Giang 16', 39' · Nguyễn Trọng Thiện 19' · Phạm Minh Giang 31' · Nguyễn Đình Hoàng 33' · Nguyễn Quang Minh 34' | [ 51 ]   |
| 21 tháng 2                                                                | Jakarta, Indonesia              | Philippines                 | 4 - 1                  | Vòng loại Futsal châu Á 2010 | Trương Quốc Tuấn 6' · Zerrudo 28' (lưới nhà) · Nguyễn Quốc Bảo 34' · Phạm Minh Giang 36' | [ 52 ]   |
| 22 tháng 2                                                                | Jakarta, Indonesia              | Malaysia                    | 2 - 2                  | Vòng loại Futsal châu Á 2010 | Nguyễn Trọng Thiện 10' · Trương Quốc Tuấn 12' | [ 53 ]   |
| 24 tháng 2                                                                | Jakarta, Indonesia              | Úc                          | 1 - 4                  | Vòng loại Futsal châu Á 2010 | Trương Quốc Tuấn 21' | [ 54 ]   |
| 25 tháng 2                                                                | Jakarta, Indonesia              | Malaysia                    | 6 - 3 (sau 2 hiệp phụ) | Vòng loại Futsal châu Á 2010 | Phạm Minh Giang 5', 50' · Nguyễn Bảo Quân 19', 50' · Nguyễn Hoàng Giang 40' · Ngô Duy Khánh 50' | [ 55 ]   |
| Việt Nam đoạt vé tham dự vòng chung kết Futsal châu Á 2010.               |                                 |                             |                        |                              | |          |
| 5 tháng 4                                                                 | Thành phố Hồ Chí Minh, Việt Nam | Myanmar                     | 8 - 1                  | AFF Futsal 2010              | Trương Quốc Tuấn 12', 24' · Nguyễn Hoàng Giang 13' · Nguyễn Trọng Thiện 19' · Hà Bảo Minh 30', 40' · Nguyễn Quốc Bảo 34' · Ngô Anh Dũng 35'                                                               | [ 56 ]   |
| 6 tháng 4                                                                 | Thành phố Hồ Chí Minh, Việt Nam | Philippines                 | 4 - 0                  | AFF Futsal 2010              | Trương Quốc Tuấn 11' · Nguyễn Quốc Bảo 19' · Huỳnh Bá Tuấn 22' · Nguyễn Bảo Quân 23' | [ 57 ]   |
| 7 tháng 4                                                                 | Thành phố Hồ Chí Minh, Việt Nam | Indonesia                   | 1 - 2                  | AFF Futsal 2010              | Huỳnh Bá Tuấn 18' | [ 58 ]   |
| 8 tháng 4                                                                 | Thành phố Hồ Chí Minh, Việt Nam | Malaysia                    | 0 - 2                  | AFF Futsal 2010              | | [ 59 ]   |
| Việt Nam đoạt giải ba tại Giải vô địch bóng đá trong nhà Đông Nam Á 2010. |                                 |                             |                        |                              | |          |
| 23 tháng 5                                                                | Tashkent, Uzbekistan            | Hàn Quốc                    | 7 - 3                  | AFC Futsal 2010              | Nguyễn Trọng Thiện 4', 10', 23' · Nguyễn Hoàng Giang 32' · Trần Hoàng Vinh 37' · Huỳnh Bá Tuấn 38', 40'                                                                                                   | [ 60 ]   |
| 24 tháng 5                                                                | Tashkent, Uzbekistan            | Kyrgyzstan                  | 2 - 4                  | AFC Futsal 2010              | Trần Hoàng Vinh 27', 34' | [ 61 ]   |
| 25 tháng 5                                                                | Tashkent, Uzbekistan            | Thái Lan                    | 2 - 5                  | AFC Futsal 2010              | Nguyễn Quốc Bảo 9' · Trương Quốc Tuấn 35' | [ 62 ]   |
| Việt Nam đứng thứ 3 Bảng C và dừng chân ở vòng bảng giải AFC Futsal 2010. |                                 |                             |                        |                              | |          |
| 12 tháng 11                                                               | Hà Nội, Việt Nam                | Tuyển các ngôi sao Thái Lan | 3–2                    | Futsal quốc tế Hà Nội 2010   | Nguyễn Bảo Quân 10' · Nguyễn Hoàng Giang 32', 40' | [ 63 ]   |
| 13 tháng 11                                                               | Hà Nội, Việt Nam                | Đài Loan                    | 2–0                    | Futsal quốc tế Hà Nội 2010   | Nguyễn Trọng Thiện 31' · Nguyễn Bảo Quân 35' | [ 64 ]   |
| 14 tháng 11                                                               | Hà Nội, Việt Nam                | Qatar                       | 3–1                    | Futsal quốc tế Hà Nội 2010   | Nguyễn Trọng Thiện 8' · Lưu Huỳnh Toàn 16' · Phạm Thanh Tuấn 35' | [ 65 ]   |
| Việt Nam vô địch giải Futsal quốc tế Hà Nội 2010.                         |                                 |                             |                        |                              | |          |

## Nữ

### Đội tuyển nữ quốc gia Việt Nam
| Ngày                                                                              | Địa điểm               | Đối thủ    | Tỉ số | Giải đấu                   | Cầu thủ ghi bàn                               | Chi tiết |
| --------------------------------------------------------------------------------- | ---------------------- | ---------- | ----- | -------------------------- | --------------------------------------------- | -------- |
| 19 tháng 05                                                                       | Thành Đô, Trung Quốc   | Úc         | 0–2   | Cúp bóng đá nữ châu Á 2010 |                                               | [ 66 ]   |
| 21 tháng 05                                                                       | Thành Đô, Trung Quốc   | Trung Quốc | 0–5   | Cúp bóng đá nữ châu Á 2010 |                                               | [ 67 ]   |
| 23 tháng 05                                                                       | Thành Đô, Trung Quốc   | Hàn Quốc   | 0–5   | Cúp bóng đá nữ châu Á 2010 |                                               | [ 68 ]   |
| Việt Nam đứng cuối Bảng B và dừng chân ở vòng bảng Cúp bóng đá nữ châu Á 2010.    |                        |            |       |                            |                                               |          |
| 14 tháng 11                                                                       | Quảng Châu, Trung Quốc | Hàn Quốc   | 1–6   | Asiad 16                   | Nguyễn Thị Muôn 1'                            | [ 69 ]   |
| 16 tháng 11                                                                       | Quảng Châu, Trung Quốc | Trung Quốc | 0–1   | Asiad 16                   |                                               | [ 70 ]   |
| 18 tháng 11                                                                       | Quảng Châu, Trung Quốc | Jordan     | 3–0   | Asiad 16                   | Nguyễn Thị Hoa 10', 61' · Nguyễn Thị Muôn 35' | [ 71 ]   |
| Việt Nam đứng thứ 3 Bảng A và dừng chân ở vòng bảng ở bộ môn bóng đá nữ Asiad 16. |                        |            |       |                            |                                               |          |

### Đội tuyển U-19 nữ
| Ngày                                                                                     | Địa điểm               | Đối thủ               | Tỉ số | Giải đấu                     | Cầu thủ ghi bàn                                    | Chi tiết |
| ---------------------------------------------------------------------------------------- | ---------------------- | --------------------- | ----- | ---------------------------- | -------------------------------------------------- | -------- |
| 23 tháng 10                                                                              | Kuala Lumpur, Malaysia | Uzbekistan U19        | 3–0   | Vòng loại U19 nữ châu Á 2011 | Phạm Hải Yến 68', 88' · Nguyễn Thị Nguyệt 90'      | [ 72 ]   |
| 25 tháng 10                                                                              | Kuala Lumpur, Malaysia | Iran U19              | 2–0   | Vòng loại U19 nữ châu Á 2011 | Nguyễn Thị Liễu 8' · Nguyễn Thị Tuyết Dung 35'     | [ 73 ]   |
| 28 tháng 10                                                                              | Kuala Lumpur, Malaysia | Đài Bắc Trung Hoa U19 | 3–1   | Vòng loại U19 nữ châu Á 2011 | Nguyễn Thị Nguyệt 16', 56' · Hoàng Quỳnh 48' (pen) | [ 74 ]   |
| 30 tháng 10                                                                              | Kuala Lumpur, Malaysia | Thái Lan U19          | 0–0   | Vòng loại U19 nữ châu Á 2011 |                                                    | [ 75 ]   |
| U19.Việt Nam đứng đầu Bảng A đoạt vé vào tham dự vòng chung kết Giải U19 nữ châu Á 2011. |                        |                       |       |                              |                                                    |          |

### Đội tuyển U-16 nữ
| Ngày | Địa điểm            | Đối thủ               | Tỉ số | Giải đấu                       | Cầu thủ ghi bàn | Chi tiết |
| --- | ------------------- | --------------------- | ----- | ------------------------------ | --- | -------- |
| 15 tháng 10 | Makati, Philippines | Singapore U16         | 9–0   | Vòng loại 1 U16 nữ châu Á 2011 | Lê Hoài Lương 14', 39' · Phan Thị Trang 25', 73', 90+1' · Nguyễn Diễm Hằng 38' · Chương Thị Kiều 51', 66' · Trịnh Hà Trang 55'                                                           | [ 76 ]   |
| 17 tháng 10 | Makati, Philippines | Đông Timor U16        | 16–0  | Vòng loại 1 U16 nữ châu Á 2011 | Chương Thị Kiều 5', 11', 32', 37' · Phan Thị Trang 13' · Nguyễn Thị Thảo Anh 20' · Nguyễn Thị Diễm Hằng 25', 61', 68', 80' · Hoàng Thị Thảo 30', 31', 35', 75', 87' · Trịnh Hà Trang 77' | [ 77 ]   |
| 22 tháng 10 | Makati, Philippines | Philippines U16       | 3–0   | Vòng loại 1 U16 nữ châu Á 2011 | Chương Thị Kiều 45' · Lê Hoài Lương 70', 85' | [ 78 ]   |
| 24 tháng 10 | Makati, Philippines | Guam U16              | 5–0   | Vòng loại 1 U16 nữ châu Á 2011 | Phan Thị Trang 33', 70', 78' · Lê Hoài Lương 54' · Chương Thị Kiều 82' | [ 79 ]   |
| U16.Việt Nam đứng đầu Bảng A đoạt vé vào tham dự vòng loại thứ 2 Giải vô địch nữ U16 châu Á 2011.              |                     |                       |       |                                | |          |
| 3 tháng 12 | Băng Cốc, Thái Lan  | Iran U16              | 4–2   | Vòng loại 2 U16 nữ châu Á 2011 | Lê Hoài Lương 43', 68' · Phan Thị Trang 54' · Nguyễn Thị Hằng 84' | [ 80 ]   |
| 5 tháng 12 | Băng Cốc, Thái Lan  | Thái Lan U16          | 1–3   | Vòng loại 2 U16 nữ châu Á 2011 | Phan Thị Trang 81' | [ 81 ]   |
| 7 tháng 12 | Băng Cốc, Thái Lan  | Myanmar U16           | 0–3   | Vòng loại 2 U16 nữ châu Á 2011 | | [ 82 ]   |
| 12 tháng 12 | Băng Cốc, Thái Lan  | Đài Bắc Trung Hoa U16 | 3–3   | Vòng loại 2 U16 nữ châu Á 2011 | Lê Hoài Lương 26', 85' · Nguyễn Thị Thảo Anh 30' | [ 83 ]   |
| U16.Việt Nam đứng thứ 4 ở vòng loại thứ 2 Giải vô địch nữ U16 châu Á 2011 và không đoạt vé vào vòng chung kết. |                     |                       |       |                                | |          |